# Friedrichsgabekoog
Friedrichsgabekoog er en by og kommune i det nordlige Tyskland, beliggende i Amt Büsum-Wesselburen under Kreis Dithmarschen. Kreis Dithmarschen ligger i den sydvestlige del af delstaten Slesvig-Holsten.

## Geografi
Bundesstraße 203 mellem Heide og Büsum går gennem kommunen.
Nabokommuner er (med uret fra nord) Wesselburener Deichhausen, Wöhrden, Nordermeldorf, Warwerort, Oesterdeichstrich og Reinsbüttel (alle i Kreis Dithmarschen).